# HD12961
HD12961 — хімічно пекулярна зоря спектрального класу A5, що має видиму зоряну величину в смузі V приблизно  9,7.
Вона  розташована на відстані близько 1411,9 світлових років від Сонця.